# Sval
Sval Rosenløw Eeg (Oslo, 26 ottobre 1998) è una cantante norvegese.

## Biografia
Sval è salita alla ribalta con la sua vittoria al Melodi Grand Prix Junior 2011, il più noto concorso canoro norvegese per bambini, dove ha cantato l'inedito Trenger deg, che dopo il festival ha debuttato alla 6ª posizione della classifica norvegese. Il singolo è stato certificato disco d'oro dalla IFPI Norge con oltre 20 000 copie vendute a livello nazionale.
Nel 2014 ha iniziato a pubblicare musica regolarmente, tornando con il singolo Tidsfrist, anch'esso certificato disco d'oro. Nel 2016 il suo album di debutto Mellom oss ha raggiunto il 19º posto nella classifica nazionale. All'inizio del 2020 la cantante ha seguito la cantante svedese Veronica Maggio nella sua tournée scandinava.

## Discografia

### Album in studio
- 2016 – Mellom oss

### EP
- 2018 – Young Alien

### Singoli
- 2011 – Trenger deg
- 2014 – Tidsfrist
- 2014 – Fasitsvar
- 2014 – Plan B
- 2015 – To år tilbake
- 2016 – Tilbakefall
- 2016 – Trustless
- 2018 – Something
- 2019 – Breathe Easy
- 2020 – Jealousy
- 2020 – (I Can't Be Your) Medicine